# Anzac Day
Anzac Day – święto państwowe obchodzone w Australii i Nowej Zelandii 25 kwietnia, upamiętniające wszystkich, którzy stracili życie w czasie operacji wojskowych tych krajów.

## Historia
Święto zostało ustanowione jako dzień upamiętniający żołnierzy, którzy zginęli w czasie bitwy o Gallipoli, która rozpoczęła się 25 kwietnia 1915 roku. Nazwa Anzac jest skrótem od Australian and New Zealand Army Corps, który powstał na początku I wojny światowej i którego żołnierze wzięli udział w bitwie. Po raz pierwszy obchodzono je 25 kwietnia 1916 roku. Zorganizowano uroczystości i nabożeństwa w całej Australii, marsz przez Londyn z udziałem 2000 nowozelandzkich i australijskich żołnierzy i dzień sportu w australijskim obozie w Egipcie. W 1920 roku Anzac Day stał się dniem wolnym od pracy. Pod naciskiem Returned Services’ Association (RSA) w 1922 roku rząd ogłosił ten dzień świętem państwowym. Zgodnie z ustawą z 1949 roku pamięcią w tym dniu objęto również żołnierzy, którzy zginęli podczas II wojny światowej.
W tym dniu odbywają się o świcie specjalne nabożeństwa, a w ciągu dnia marsze i uroczystości przy pomnikach wojennych. Australijczycy noszą gałązkę rozmarynu, który rośnie dziko na półwyspie Gallipoli i są sprzedawane specjalne ciastka Anzac biscuits zrobione z płatków owsianych, cukru, mąki, kokosu, masła, syropu lub melasy, sody oczyszczonej i wrzącej wody.